# Psila microcera
Psila microcera är en tvåvingeart som beskrevs av Axel Leonard Melander 1920. Psila microcera ingår i släktet Psila och familjen rotflugor. Inga underarter finns listade i Catalogue of Life.